# Proxylastodoris
Proxylastodoris is een geslacht van wantsen uit de familie van de Thaumastocoridae. 
Het geslacht kent twee soorten
- Proxylastodoris gerdae (Bechly & Wittmann, 2000) - Fossiele soort (Eoceen)
- Proxylastodoris kuscheli Doesburg, Cassis & Monteith, 2010